# Europe (stanice metra v Paříži)

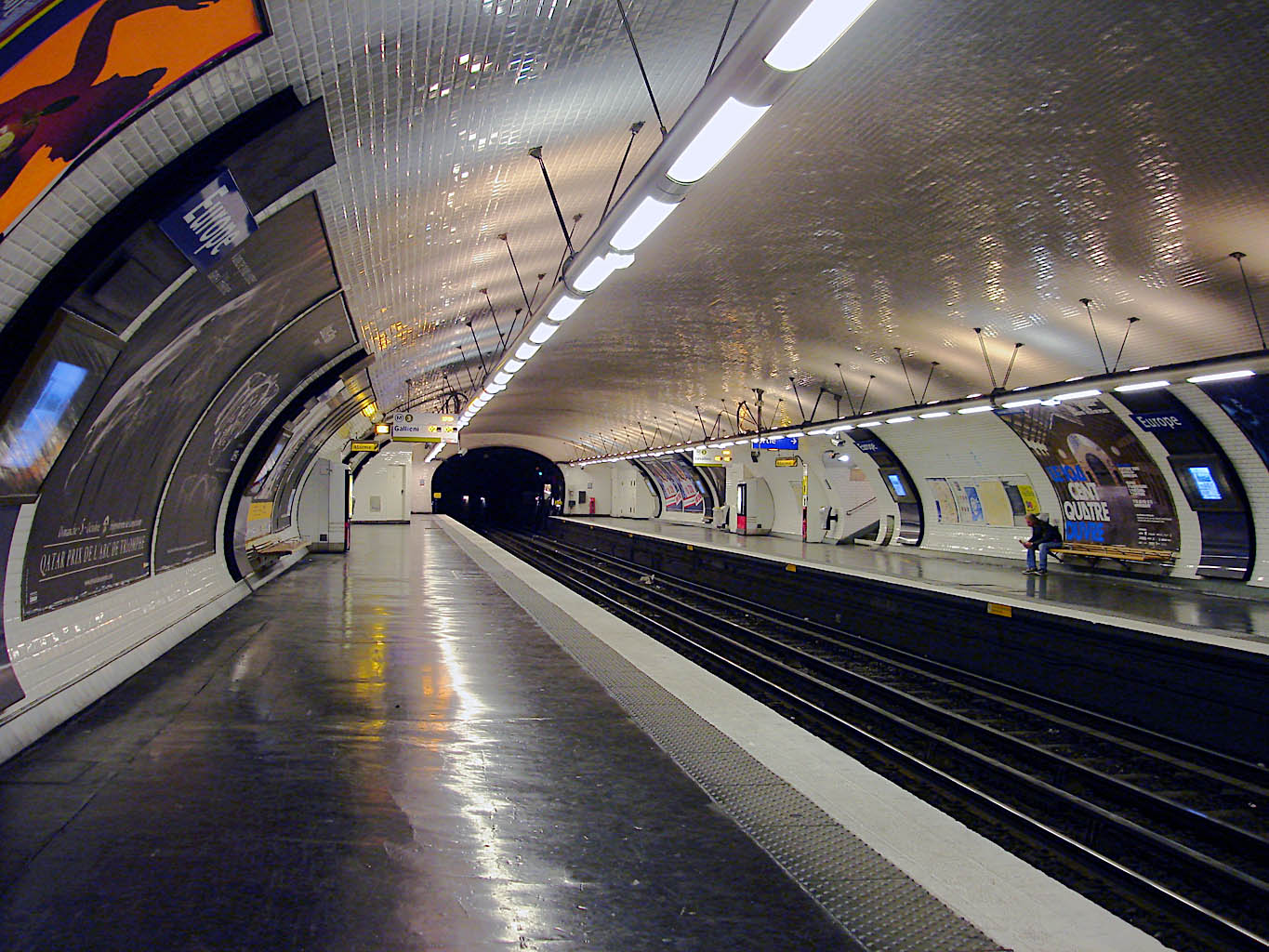
Nástupiště

Europe je nepřestupní stanice pařížského metra na lince 3 v 8. obvodu v Paříži. Nachází se na křižovatce ulic Rue de Madrid a Rue de Rome.

## Historie
Stanice byla otevřena 19. října 1904 v rámci prvního úseku linky mezi stanicemi Père Lachaise a Villiers.

## Název
Jméno stanice – Evropa – je odvozeno od nedalekého náměstí Place de l'Europe vystavěného cele nad železničním kolejištěm. Náměstí se nachází v centru stejnojmenné čtvrti. Jméno čtvrť získala vzhledem k ulicím pojmenovaným po evropských městech (Řím, Neapol, Petrohrad, Londýn atd.)

## Vstupy
Stanice má vstup na Rue de Madrid.